# Jana Nagyová

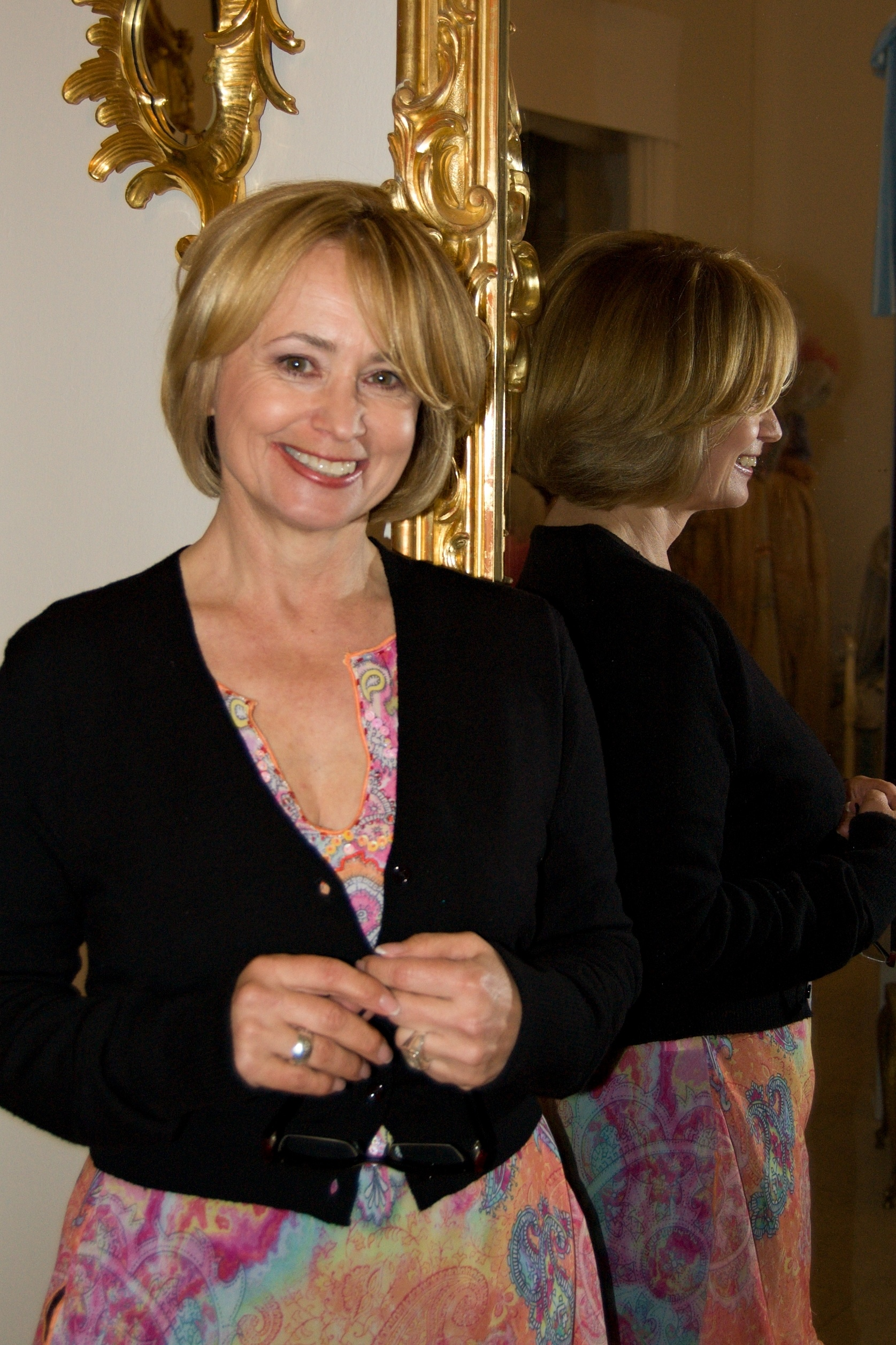
Jana Nagyová (2010)

Jana Pulm-Nagyová (* 9. Januar 1959 in Komárno, Tschechoslowakei) ist eine slowakische Schauspielerin und Unternehmerin.

## Leben
Sie studierte Musik an der Hochschule und kam über das Theater zum Film. Sie ist mit einem Deutschen verheiratet, hat zwei Töchter, einen Sohn und lebt in Düsseldorf. Sie spricht außer Slowakisch und Tschechisch auch Deutsch und Ungarisch.
Jana Nagyová wurde in Deutschland bekannt als Darstellerin der Prinzessin Arabella in der Kinderserie Die Märchenbraut.
Von 2010 bis 2015 betrieb sie in Deutschland ein Importgeschäft für slowakische Lebkuchen.

## Filmografie (Auswahl)
- 1972: Výmyselníci (Fernsehserie)
- 1972: Ďaleko je do neba
- 1976: Sváko Ragan (Fernsehfilm)
- 1977: Vianocné oblátky (Fernsehfilm)
- 1977: Stipku soli (Miniserie, 1 Folge)
- 1977: Koncert bez ruzí (Fernsehfilm)
- 1978: Penelope (Penelopa)
- 1979: Die Märchenbraut (Arabela, Fernsehserie, 13 Folgen)
- 1979: Per Anhalter in den Tod (Smrt stoparek)
- 1979: Leto na Rovniach
- 1979: Drevená figúrka (Fernsehfilm)
- 1980: Bakalari (Fernsehserie)
- 1980: Triptych o láske (Fernsehfilm)
- 1980: Nebezpecné známosti (Fernsehfilm)
- 1980: Vojak a bratove slzy (Fernsehfilm)
- 1980: Nevelká komédia (Fernsehserie)
- 1981: Mezi námi kluky
- 1981: Bicianka z doliny (Fernsehfilm)
- 1982: Johanka (Fernsehfilm)
- 1982: Chlap prezývaný Brumteles (Fernsehfilm)
- 1982: Slávne dievcatko (Fernsehfilm)
- 1983: Rodinná anamnéza (Fernsehfilm)
- 1983: Anicka Jurkovicová (Fernsehserie)
- 1984: Tajomny Ostrov (Fernsehserie)
- 1985: Schattenseite des Ruhmes (O sláve a tráve)
- 1986: Polepetko (Fernsehfilm)
- 1986: Alzbetin dvor (Miniserie)
- 1986: Wachtmeister in Nöten (Není sirotek jako sirotek)
- 1986: Dakujem Vám za láskavost (Fernsehfilm)
- 1986: Alžbetin dvor (Fernsehserie)
- 1988: Der Sieger gibt auf (Pravidla kruhu)
- 1989: Prager Geheimnis (Pan Samochodzik i praskie tajemnice)
- 1993: Pozemsky nepokoj